# Doppleschwand
Doppleschwand (toponimo tedesco) è un comune svizzero di 806 abitanti del Canton Lucerna, nel distretto di Entlebuch.

## Monumenti e luoghi d'interesse
- Chiesa parrocchiale cattolica di San Nicola, eretta nel 1860-1864 da Wilhelm Keller[4].

## Società

### Evoluzione demografica
L'evoluzione demografica è riportata nella seguente tabella:
Abitanti censiti

## Economia
L'economia locale trae impulso principalmente dal settore primario.

## Infrastrutture e trasporti
Doppleschwand è servito dalla stazione ferroviaria di Doppleschwand-Romoos (dismessa dal 1999) delle Ferrovie Federali Svizzere, sulla linea Berna-Lucerna.